# 14925 Naoko
14925 Naoko (1994 VU2) là một tiểu hành tinh vành đai chính được phát hiện ngày 4 tháng 11 năm 1994 bởi K. Endate và K. Watanabe ở Kitami.